# Aéroport Lourdes-de-Blanc-Sablon
L'Aéroport Lourdes-de-Blanc-Sablon (code IATA : YBX • code OACI : CYBX) est situé au nord du village de Blanc-Sablon, dans la municipalité régionale de comté Le Golfe-du-Saint-Laurent, dans la région administrative de la Côte-Nord, au Québec, au Canada.

## Situation

### Carte des aéroports du Québec
| \| 100 km1:14 335 000 \| Victoriaville Gaspé Blanc-Sablon Montréal Mont · Tremblant Gatineau-Ottawa Ivujivik Îles-de-la-Madeleine Waskaganish Val-d'Or Trois-Rivières Sherbrooke Sept-Îles Schefferville Salluit Rouyn · Noranda Rivière-du-Loup Rimouski Radisson · Grande-Rivière Port-Menier Québec Mont-Joli La Tuque La · Tabatière Havre · Saint-Pierre La Romaine Kuujjuarapik Kuujjuaq Kattiniq Chibougamau Charlevoix Bonaventure Baie-Comeau Saguenay-Bagotville |
| 100 km1:14 335 000 |

## Compagnies aériennes et destinations
| Compagnies   | Destinations                                                                                |
| ------------ | ------------------------------------------------------------------------------------------- |
| Air Liaison  | Chevery, La Romaine, Natashquan, Québec (Jean-Lesage), Saint-Augustin―Pakuashipi, Sept-Îles |
| PAL Airlines | Goose Bay, Saint-Anthony (Terre-Neuve-et-Labrador), Saint-Jean (Terre-Neuve)                |

Édité le 18/10/2024